# Wytmarsum
Wytmarsum o Witmarsum es una aldea, en el municipio Súdwest-Fryslân, de la provincia de Friesland en los Países Bajos. Hasta 2011 Witmarsum perteneció al antiguo municipio Wûnseradiel, que se fusionó para formar Súdwest-Fryslân.

## De entre las aguas
La génesis de Wytmarsum y del antiguo Wûnseradiel de entre las aguas, sigue siendo claramente visible en el paisaje. En la parte norte estuario del Marne juega un papel importante. A través de los siglos, más y más áreas de tierra surgieron con uno y otro dique. El poblado de Pingjum fue por siglos protegidos contra el agua del Marne por el Collar de Oro Pingjumer, un dique que todavía es visible.
Los primeros habitantes de la zona llegaron en el siglo VI antes de Cristo. Vivían en los diques más altos de la Marne y poco a poco surgieron allí varios montículos. La infraestructura de diques y caminos a lo largo de los distintos canales se construyó a partir de la Baja Edad Media. La mayoría de los montículos ahora existentes fueron excavados a finales del siglo XIX.

## Menno

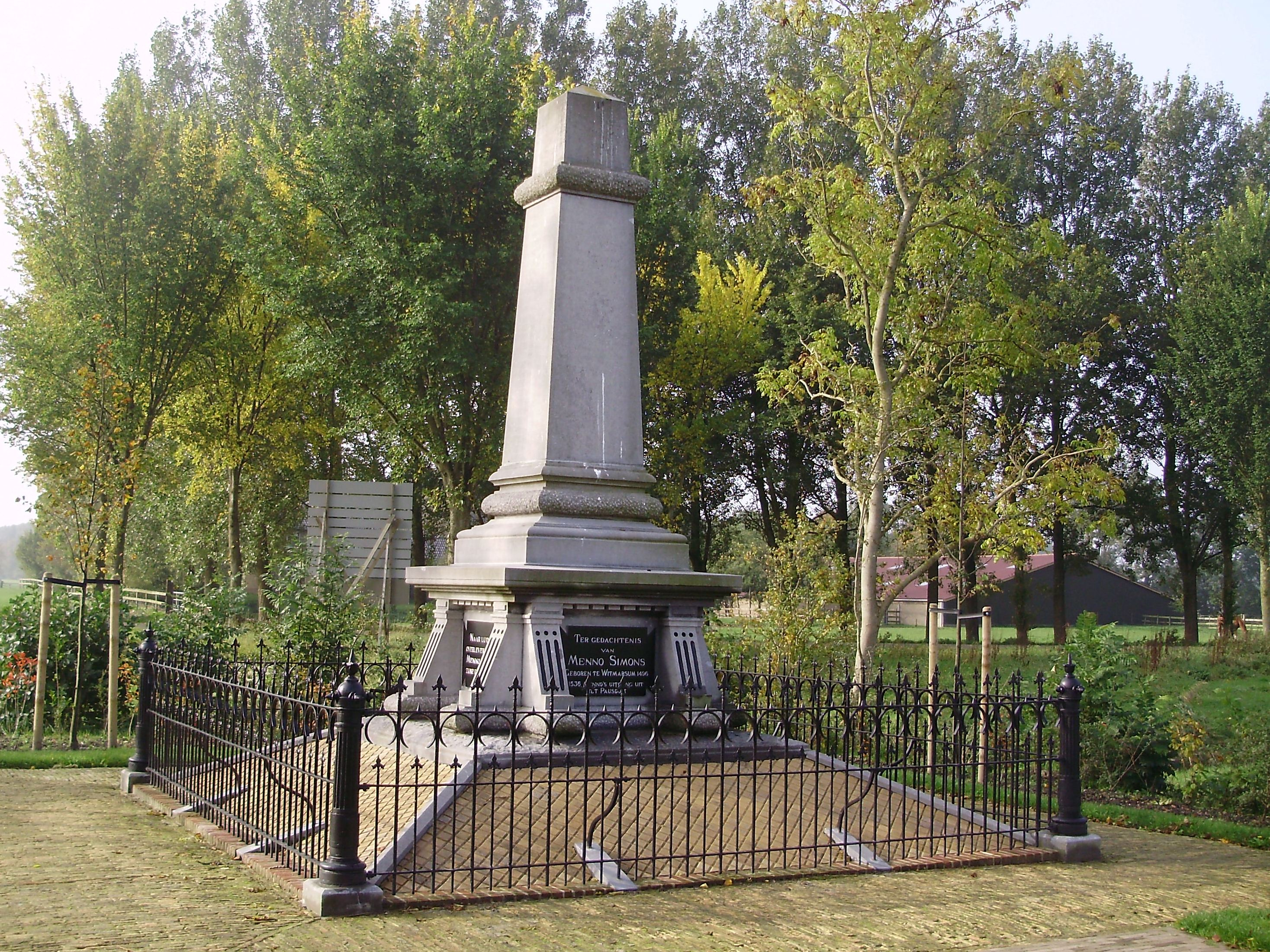
Monumento conmemorativo de Menno Simons, en Wytmarsum.

Menno Simons, líder anabaptista, nació en 1496 en Wytmarsum. En 1524 fue vicario de Pingjum y en 1533 fue nombrado párroco en Wytmarsum. En 1536 se retiró de la iglesia católica y se hizo anabaptistas pacifista. Menonitas de todo el mundo visitan Witmarsum y Pingjum. En las afueras de Wytmarsum hay un monumento en el lugar donde Menno predicó. En Pingjum se encuentra la antigua iglesia menonita oculta. 

## Construcciones de interés
En el centro del pueblo se encuentra la Catedral del Domo que data de 1633, reconstruida en 1819 cn una cúpula octogonal en el centro. Se sabe que ya en el siglo X había una iglesia en ese lugar y para el año 1200 la iglesia contaba con una torre cubierta a dos aguas pero, 1631 fue destruida en gran parte por las tormentas. 
En las afueras de la localidad está una iglesia católica del siglo XIX dedicada a San Nicolás de Tolentino.

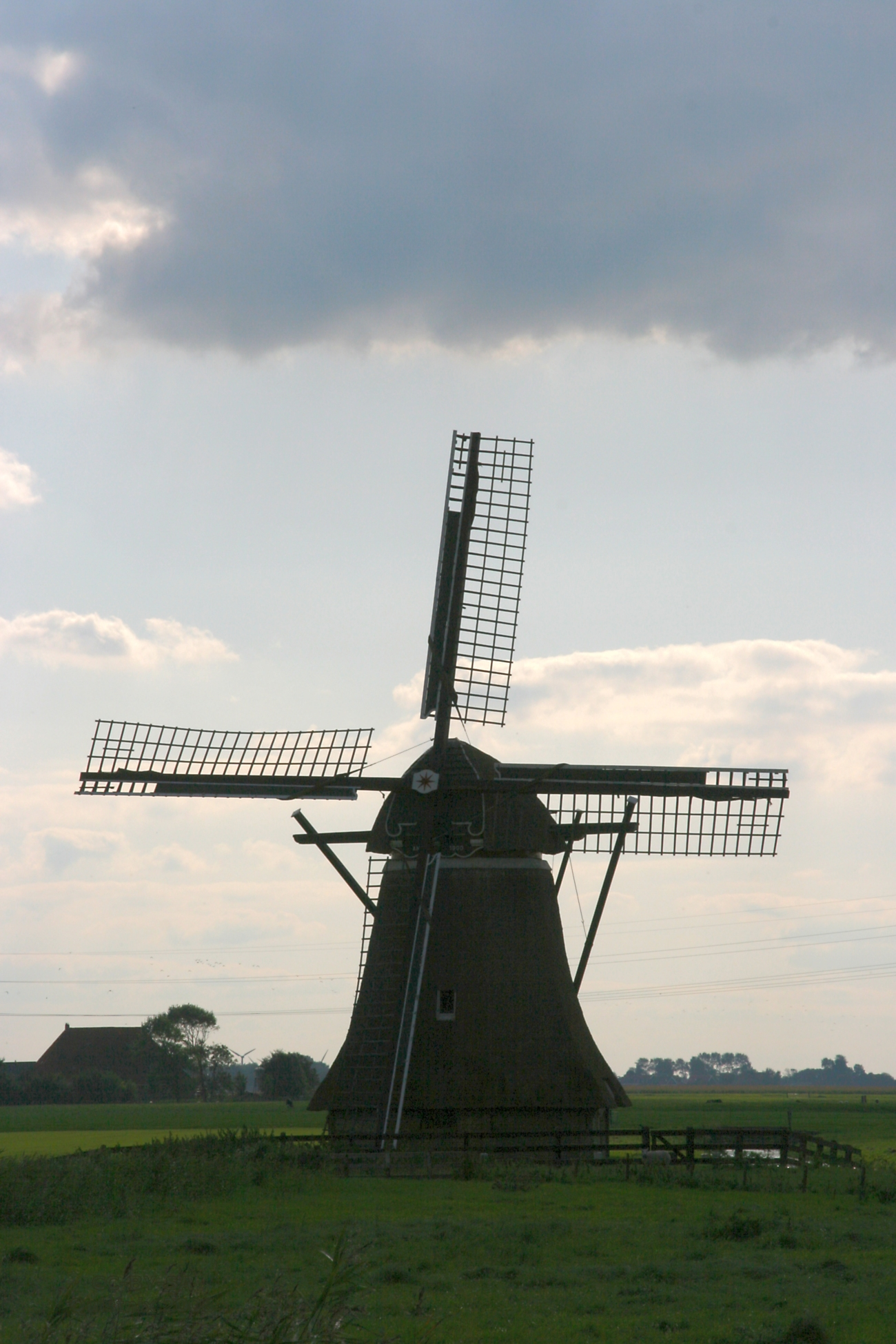
Pankoekstermolen

En el pueblo hay un molino de viento, construido en 1850 y el molino de maíz de La Compañía. A unos 2,5 km al este de la aldea está el Pankoekstermolen, un molino de pólder que data de 1900.